# Mana (musicista)
Mana Satou ( (マナ?, Mana); Hiroshima, 19 marzo 1969) è un musicista, stilista e modello giapponese, chitarrista dei Malice Mizer e del progetto musicale solista gothic metal Moi dix Mois e proprietario della Moi-même-Moitié, un'importante casa di moda giapponese.
È uno dei musicisti fondamentali della scena visual kei nonché uno dei fautori e dei maggiori artisti in termini di successo, ottenuto durante la militanza nei Malice Mizer, dei quali fu leader e fondatore. Come stilista ha un'importanza centrale nella moda Lolita ed ha coniato la definizione "gothic lolita".
I suoi fan usano riferirsi a lui come Mana-sama (Mana様? "onorevole Mana").

## Biografia
Mana è nato ad Hiroshima il 19 marzo del 1969; non ha mai dichiarato il suo vero nome, ricevette l'educazione musicale fin da bambino, entrambi i genitori erano insegnanti di musica e gli comprarono una batteria; fonderà negli anni del liceo i Vers:Tiage dove occuperà per la prima ed unica volta il ruolo di cantante, poi una band punk chiamata GIRL'E. Lavorando in un karaoke conoscerà Közi, con il quale suonerà nei Matenrou (摩天楼? "grattacielo").
Nel 1992 fonda la sua casa discografica indie Midi:Nette e, con Közi, i MALICE MIZER, una band che influenzerà particolarmente la scena visual kei del Giappone; pubblicheranno tre album sotto l'etichetta di Mana e uno con una major. I membri prenderanno una pausa nel 2001, per concentrarsi su altri progetti.
Nel 1999 fonda una casa di moda, la Moi-même-Moitié per quale disegnerà e farà da modello (sia per capi maschili che femminili).
Mana fonda il 19 marzo 2002 (il giorno del suo compleanno) i Moi Dix Mois, un progetto solista visual kei con forti influenze symphonic metal e gothic metal. Non si tratta di una vera e propria band, ma di un suo progetto solista, gli altri membri, dopo Mana sono tutti membri di supporto, che lavorano per lui.